# Arlene Harris
Arlene Harris (ur. 7 lipca 1897, zm. 12 czerwca 1976) – amerykańska aktorka filmowa i telewizyjna pochodzenia kanadyjskiego.

## Filmografia
seriale
- 1951: Dragnet
- 1958: Peter Gunn jako pani Henderson
- 1968: Adam-12 jako Helen Shipley

film
- 1944: Hi, Beautiful jako Ekscentryczna kobieta
- 1946: One Exciting Week jako Lottie Pickett
- 1955: Hold Back Tomorrow jako Gospodyni
- 1964: Pięciu mężów pani Lizy jako Starsza kobieta w klubie